# ستيلا ارتواز
ستيلا أرتوا، هي بيرة من نوع البيلزنر، تم تخميرها لأول مرة عام 1926 من قبل مصنع أرتوا للجعة في لوفان، بلجيكا. تحتوي البيرة في صيغتها الأصلية على 5.2% كحول بالحجم، وهو المعيار القياسي لبيرة البيلزنر في بلجيكا.
تُباع ستيلا أرتوا في العديد من دول الاتحاد الأوروبي، بالإضافة إلى الولايات المتحدة، والمملكة المتحدة، وكندا، وأستراليا، حيث يتم خفض نسبة الكحول في بعض الأسواق.
تعود ملكية ستيلا أرتوا إلى شركة إنتربرو إنترناشونال بي.في.، وهي شركة تابعة لـ أنهيوزر-بوش إنبيف إس إيه/إن في، أكبر مصنّع للجعة في العالم.